# Бабинцы (Винницкая область)
Ба́бинцы (укр. Ба́бинці) — село на Украине, находится в Погребищенском районе Винницкой области.
Код КОАТУУ — 0523480801. Население по переписи 2001 года составляет 595 человек. Почтовый индекс — 22224. Телефонный код — 4346.
Занимает площадь 2,269 км².

## Адрес местного совета
22224, Винницкая область, Погребищенский р-н, с. Бабинцы, ул. Победы, 33